# 本斯多夫
本斯多夫（德語：Bensdorf，德語發音：[ˈbɛnsdɔʁf]）是德国勃兰登堡州的一个市镇，隶属于波茨坦-米特尔马克县，总面积为34.33平方千米，截至2020年总人口为1239人。